# Olga Tass-Lemhényi
Olga Tass, coniugata Lemhényi (Pécs, 29 marzo 1929 – Budapest, 10 luglio 2020), è stata una ginnasta ungherese.

## Palmarès

### Olimpiadi
- Oro a Melbourne 1956 negli attrezzi a squadre.
- Argento a Londra 1948 nel concorso a squadre.
- Argento a Helsinki 1952 nel concorso a squadre.
- Argento a Melbourne 1956 nel concorso a squadre.
- Bronzo a Melbourne 1956 nel volteggio.
- Bronzo a Helsinki 1952 negli attrezzi a squadre.